# 小田桃香
小田 桃香（おだ ももか、1994年1月28日 - ）は、日本の元女子バレーボール選手。

## 来歴
滋賀県大津市出身。友人に誘われ、小学3年時にバレーボールを始める。
大津市立日吉中学校を経て、京都橘高校に進学。2010年の平成22年度天皇杯・皇后杯全日本バレーボール選手権大会ではファイナルラウンド進出を果たした。3年次には主将としてチームを牽引し、春高バレーやインターハイ（ベスト8）で活躍した。
2012年に東海大学に進学。同年度の全日本ジュニア代表に選出され、主将として出場した同年のアジアジュニア選手権で3位入賞に貢献。
翌2013年度の全日本ジュニア代表にも選出され、6月ブルノで開催された第17回世界ジュニア選手権に出場。引き続き主将としてチームを牽引し、28年ぶりとなるチーム準優勝に大きく貢献した。
2014年7月に開催された東アジア地区バレーボール選手権大会では、ユニバーシアード代表候補で編成された日本代表のメンバーとして出場し、優勝に大きく貢献した。
2015年7月に光州市で行われた第28回ユニバーシアードに出場し、銅メダルを獲得した。同年11月11日、Vプレミアリーグのトヨタ車体クインシーズに入団内定。同年12月12日の日立戦で途中出場し、プレミアリーグデビュー。プレミアリーグ2016/17シーズンでは全26試合に出場して、最優秀新人選手賞に輝いた。
2019年、第68回黒鷲旗全日本男女選抜バレーボール大会への出場を最後に勇退。最後の大会となった第68回黒鷲旗全日本選抜大会では、全4試合でスタメン出場した。勇退後は社業に専念。

## 球歴
- 全日本ジュニア代表 - 2012-2013年
- ユニバーシアード代表 - 2015年（銅メダル）、2017年（銀メダル）

## 所属チーム
- 坂本スポーツ少年団
- 大津市立日吉中学校
- 京都橘高校
- 東海大学（2012-2016年）
- トヨタ車体クインシーズ（2016-2019年）

## 受賞歴
- 2015年 - 全日本インカレ MVP[15]
- 2017年 - V・プレミアリーグ 最優秀新人選手賞

## 個人成績
Vプレミアリーグレギュラーラウンドにおける個人成績は下記の通り。
| シーズン | 所属       | 出場 | 出場   | アタック | アタック | アタック | アタック | ブロック | ブロック | サーブ | サーブ | サーブ | サーブ | レセプション | レセプション | 総得点 | 備考     |
| -------- | ---------- | ---- | ------ | -------- | -------- | -------- | -------- | -------- | -------- | ------ | ------ | ------ | ------ | ------------ | ------------ | ------ | -------- |
| シーズン | 所属       | 試合 | セット | 打数     | 得点     | 決定率   | 効果率   | 決定     | /set     | 打数   | エース | 得点率 | 効果率 | 受数         | 成功率       | 総得点 | 備考     |
| 2015/16  | トヨタ車体 | 8    | 25     | 153      | 45       | 29.4%    | %        | 3        | 0.12     | 84     | 1      | 1.19%  | 9.3%   | 165          | 44.2%        | 49     | 内定選手 |
| 2016/17  | トヨタ車体 | 21   | 77     | 387      | 118      | 30.5%    | %        | 8        | 0.10     | 252    | 5      | %      | 7.6%   | 516          | 60.5%        | 131    |          |
| 2017/18  | トヨタ車体 | 15   | 34     | 194      | 70       | 36.1%    | %        | 2        | 0.06     | 87     | 6      | %      | 10.6%  | 192          | 39.1%        | 78     |          |
| 2018/19  | トヨタ車体 |      |        |          |          | %        | %        |          |          |        |        | %      | %      |              | %            |        |          |

## テレビ出演
- Vメシ!JAPAN（フジテレビ、2014年4月13日）[17]